# Racjonalista (miesięcznik)
Racjonalista – polski miesięcznik wydawany w Warszawie od października 1930 do grudnia 1935 przez Warszawskie Koło Intelektualistów Polskiego Związku Myśli Wolnej.
Redaktorem i wydawcą „Racjonalisty” był Józef Landau. Redakcja pisma mieściła się w Warszawie, przy ulicy Poznańskiej nr 14. Czołowymi publicystami „Racjonalisty” byli: Tadeusz Kotarbiński, Henryk Ułaszyn i Józef Landau. Publikował tam również ksiądz (pod pseudonimem).
W programowym artykule pisano:
„Występujemy przeciwko wszelkim dogmatom, wszelkim kościołom, wszelkim uzurpatorom władzy boskiej. A jeśli strzały nasze godzą głównie w Watykan, to dlatego jedynie, że kościół watykański najbardziej się rozpanoszył w Polsce, i dlatego, że idea watykańska jest najbardziej sprzeczna z ideą Polski i z ideą zdrowego rozsądku”. „Chcemy by obywatelom Rzeczypospolitej wolno było nie należeć do gmin wyznaniowych i obywać się bez kapłanów, modlitw i obrzędów przy narodzinach, ślubach i pogrzebach. Nie chcemy, by maturę i wstęp do szkoły wyższej miał tylko ten, kto się podda irracjonalnym naukom apologetów. Domagamy się oddzielenia Kościoła od Państwa. Sądzimy, że te postulaty wyrastają z nieodpartych potrzeb warstw istotnie oświeconych i zmierzają ku niezbędnemu pogłębianiu godziwych i zbawiennych dla współżycia wolności obywatelskich w myśl pięknej tradycji ojczystej i wedle wzorów narodów przodujących. Zapraszamy do współpracy wszystkich myślących podobnie, szczególnie zaś nauczycielstwo w najszerszym tego słowa znaczeniu. Nie zamierzamy uprawiać bezpośredniej propagandy w szerokich masach, ani się do tego (bardzo ważnego zresztą) zadania przystosowywać pod względem idei albo stylu. Trzeba się policzyć, porozumieć i współdziałać, trzeba się społem bronić przed siłami, które krepując wolność obywatelską, przeszkadzają żyć rozumnie” – podpisano: Zarząd Tymczasowy Warszawskiego Koła Intelektualistów. T. Kotarbiński, H. Maurizio, J. Landau, Warszawa, sierpień 1930.
Poza sprawami światopoglądowymi, wyznaniowymi, podejmowano wiele istotnych i często kontrowersyjnych problemów społecznych i edukacyjnych. Wśród tematów przewijały się: obecność religii katolickiej w szkołach, życiu państwowym, nauce i etyce, prawo do aborcji, nietolerancja i nacjonalizm, hitleryzm, stosunki polsko-żydowskie, prawa zwierząt, sylwetki wielkich intelektualistów i uczonych. Piętnowano katolicki system moralny, przeciwstawiając mu moralność świecką, której jednym z najważniejszych polskich współtwórców był Kotarbiński.
Motto „Racjonalisty”: Myśl wolna nie jest doktryną, jest metodą swobodnego myślenia (F. Buisson, „Deklaracja Myśli Wolnej”)